# 1948年国家领导人列表
本列表列出1948年各国家的最高领导人、国家元首、政府首脑及其他重要领导人。

## 非洲
- 埃及王國
  - 君主 - 法鲁克一世， 埃及总统 （1936–1952）
  - 首相 -
    1. 马哈茂德·埃尔·诺克拉希·帕沙（英语：Mahmoud El Nokrashy Pasha）， 埃及总理 （1946–1948）
    2. 易卜拉欣·阿卜杜勒·哈迪·帕沙（英语：Ibrahim Abdel Hady Pasha）， 埃及总理 （1948–1949）
- 埃塞俄比亚帝国
  - 君主 - 海尔·塞拉西一世， 埃塞俄比亚皇帝 （1930–1974）
  - 首相 - 恩达卡丘·马康南（英语：Makonnen Endelkachew）， 埃塞俄比亚总理 （1942–1957）
- 利比里亚
  - 总统 - 威廉·杜伯曼， 利比里亚总统列表 （1944–1971）
- 南非聯邦
  - 君主 - 乔治六世， 南非君主 （1936–1952）
  - 总督 - 吉迪翁·布兰德·范齐尔， 南非總督 （1946–1951）
  - 總理 -
    1. 扬·史末资， 南非总理 （1939–1948）
    2. 丹尼尔·马兰， 南非总理 （1948–1954）

## 亚洲
- 阿富汗
  - 君主 - 穆罕默德·查希尔沙， 阿富汗总统 （1933–1973）
  - 首相 - 沙赫·马穆德·克汗（英语：Shah Mahmud Khan）， 阿富汗总理 （1946–1953）
- 不丹
  - 君主 - 吉格梅·旺楚克， 不丹国王（英语：List of rulers of Bhutan） （1926–1952）
  - 首相 - 索南·托杰·多吉， 不丹首席部长（英语：Prime minister of Bhutan） （1917–1952）
- 緬甸
  - 英屬緬甸于1948年1月4日独立
  - 总督 - 休伯特·兰斯（英语：Hubert Rance）， 缅甸总督（英语：List of colonial heads of Burma） （1945–1948）
  - 总统 - 苏瑞泰， 缅甸总统 （1948–1952）
  - 總理 - 吴努， 緬甸總理 （1948–1956）
- 錫蘭
  - 英屬錫蘭于1948年1月4日独立
  - 君主 - 乔治六世， 联合王国及其海外治领的国王（英语：List of heads of state of Sri Lanka） （1948–1952）
  - 总督 - 亨利·蒙克-梅森·穆尔（英语：Henry Monck-Mason Moore）， 英屬錫蘭總督（英语：British governors of Ceylon） （1944–1948）， 錫蘭總督 （1948–1949）
  - 首相 - 斯蒂芬·森纳那亚克， 斯里兰卡总理 （1947–1952）
- 中華民國
  - 总统 - 蔣中正， 中華民國總統 （1943–1949）
  - 总理 -
    1. 張群， 行政院院長 （1947–1948）
    2. 翁文灝， 行政院院長 （1948）
    3. 孫科， 行政院院長 （1948–1949）

  -  中国共产党 （未参加政府的叛乱势力）
    - 主席 - 毛泽东，中共中央委员会主席（1945–1969）

  -  藏區 （未宣布独立的自治政府）
    - 君主 - 第十四世达赖喇嘛， 达赖喇嘛 （1939–）
      - （丹增嘉措1950年受封，于1951年接受中国主权管辖，于1959年流亡印度，于2011年辞去流亡政府职务）
- 印度
  - 君主 - 乔治六世， 印度君主列表 （1947–1950）
  - 总督 -
    1. 第一代緬甸的蒙巴頓伯爵路易斯·蒙巴頓， 印度总督 （1947–1948）
    2. 查克拉瓦尔蒂·拉贾戈巴拉查理， 印度总督 （1948–1950）

  - 首相 - 贾瓦哈拉尔·尼赫鲁， 印度总理 （1947–1964）
- 印度尼西亞 （未受承认的分离势力）
  - 总统 - 蘇卡諾， 印度尼西亚总统 （1945–1967）
  - 首相 -
    1. 阿米尔·谢里夫丁， 印度尼西亚总理 （1947–1948）
    2. 穆罕默德·哈达， 印度尼西亚总理 （1948–1950）
- 巴列维王朝
  - 君主 - 穆罕默德-礼萨·巴列维， 伊朗君主列表 （1941–1979）
  - 首相 -
    1. 易卜拉欣·哈基米， 伊朗總理 （1947–1948）
    2. 阿卜杜勒侯賽因·哈茲爾， 伊朗總理 （1948）
    3. 穆罕默德·沙伊德， 伊朗總理 （1948–1950）
- 伊拉克
  - 君主 - 費薩爾二世， 伊拉克国王 （1939–1958）
  - 摄政 - 王储阿布杜勒·伊拉，伊拉克摄政（英语：List of regents） （1941–1953）
  - 首相 -
    1. Salih Jabr（英语：Salih Jabr）， 伊拉克总理 （1947–1948）
    2. Muhammad as-Sadr（英语：Muhammad as-Sadr）， 伊拉克总理 （1948）
    3. Muzahim al-Pachachi（英语：Muzahim al-Pachachi）， 伊拉克总理 （1948–1949）
- 以色列
  - 以色列于1948年5月14日在巴勒斯坦託管地宣布独立
  - 最高长官 - Alan Cunningham， 巴勒斯坦最高长官（英语：High Commissioners of Palestine） （1945–1948）
  - 总统 -
    1. 大卫·本-古里昂， 以色利临时国会主席（英语：Provisional State Council） （1948）
    2. 哈伊姆·魏茨曼， 以色利总统 （1948–1952）

  - 首相 - 大卫·本-古里昂， 以色列总理 （1948–1954）
- 日本 同盟國軍事佔領日本
  - 君主 - 昭和天皇， 天皇 （1926–1989）
  - 首相 -
    1. 片山哲，日本內閣總理大臣（1947–1948）
    2. 芦田均，日本內閣總理大臣（1948）
    3. 吉田茂，日本內閣總理大臣（1948–1954）

  - 军事长官-道格拉斯·麦克阿瑟，駐日盟軍總司令（1945–1951）
- 北朝鲜 (苏联占领-朝鲜民主主义共和国)
  - 蘇聯民政廳管辖下的大韩民国临时政府于1948年9月3日独立
  - 苏联首席长官-Gennady Korotkov，苏联在朝鲜首席指挥官（1947–1948）
  - 党主席-金枓奉，朝鲜劳动党（1946–1949）
  - 国家元首-金枓奉，朝鲜民主主义人民共和国领导人列表（1947–1957）
  - 首相-金日成，北朝鲜内阁首相（1946–1972）
- 南朝鲜 (美军占领-大韩民国第一共和国)
  - 駐朝鮮美國陸軍司令部軍政管辖下的大韩民国临时政府于1948年8月15日独立
  - 美军长官-威廉·弗里希·迪安，美国在朝鲜军事长官（1947–1948）
  - 总统-李承晚，大韩民国总统（1948–1960）
  - 首相-李範奭，大韓民國國務總理（1948–1950）
- 黎巴嫩
  - 总统-贝沙拉·扈利，黎巴嫩总统（1943–1952）
  - 首相-Riad Al Solh（英语：Riad Al Solh），黎巴嫩总理（1946–1951）
- 蒙古
  - 党主席-尤睦佳·泽登巴尔，蒙古人民黨（1940–1954）
  - 国家元首-冈奇金·布曼增迪，蒙古国总统（1940–1953）
  - 总理-霍尔洛·乔巴山，蒙古總理（1939–1952）
- 马斯喀特和阿曼苏丹国
  - 君主-赛义德·本·泰穆尔，阿曼苏丹（1932–1970）
- 尼泊爾
  - 君主-特里布万，尼泊尔君主列表（1911–1950）
  - 首相-
    1. 帕德瑪·薩馬舍爾·江格·巴哈杜爾·拉納，尼泊尔首相（1945–1948）
    2. 莫亨·沙姆谢尔·忠格·巴哈杜尔·拉纳（英语：Mohan Shamsher Jang Bahadur Rana），尼泊尔首相（1948–1951）
- 巴基斯坦
  - 君主-乔治六世，巴基斯坦自治領（1947–1952）
  - 总督-
    1. 穆罕默德·阿里·真納，巴基斯坦总督（1947–1948）
    2. 卡瓦贾·纳兹穆丁，巴基斯坦总督（1948–1951）

  - 首相-利雅卡特·阿里·汗，巴基斯坦总理（1947–1951）
- 菲律賓
  - 总统-
    1. 曼努埃爾·羅哈斯（菲律賓），菲律宾总统（1946–1948）
    2. 埃爾皮迪奧·基里諾，菲律宾总统（1948–1953）
- 沙烏地阿拉伯
  - 君主-阿卜杜勒-阿齐兹·本·阿卜杜拉赫曼·本·费萨尔·阿勒沙特，沙特阿拉伯国王（1902–1953）
- 泰國
  - 君主-普密蓬·阿杜德，扎克里王朝（1946–2016）
  - 摄政-猜纳亲王朗西·拍裕沙迪（英语：Rangsit Prayurasakdi），攝政（1946–1951）
  - 首相-
    1. 宽·阿派旺，暹罗首相（1947–1948）
    2. 銮披汶·颂堪，暹罗首相（1948–1957）
- 叙利亚（英语：Syrian Republic (1946–63)）
  - 总统-舒克里·库瓦特利，叙利亚总统（1943–1949）
  - 首相-
    1. Jamil Mardam Bey（英语：Jamil Mardam Bey），首相 of Syria（英语：首相 of Syria）（1946–1948）
    2. Khalid al-Azm（英语：Khalid al-Azm），首相 of Syria（英语：首相 of Syria）（1948–1949）
- 外约旦
  - 君主-阿卜杜拉一世，约旦君主（1921–1951）
  - 首相-Tawfik Abu al-Huda（英语：Tawfik Abu al-Huda），外约旦首相（1947–1950）
- 土耳其
  - 总统-伊斯麦特·伊诺努，土耳其总统（1938–1950）
  - 首相-哈桑·萨卡，土耳其总理（1947–1949）
- 北越南 （越南民主共和国）
  - 总书记-长征，越南共产党中央委员会总书记（1941–1956）
  - 总统-胡志明，越南社会主义共和国主席（1945–1969）
  - 总理-胡志明，越南总理（1945–1955）
- 南越南 （越南国）
  - 国家元首-阮文春（中將），南越领导人列表（1947–1949）
- 葉門穆塔瓦基利亞王國
  - 君主-
    1. Yahya Muhammad Hamid ed-Din，也门国王（英语：List of monarchs of Yemen）（1904–1948）
    2. AbdullahibnAhmadal-Wazir，也门国王（英语：List of monarchs of Yemen）（1948）
    3. Ahmad bin Yahya（英语：Ahmad bin Yahya），也门国王（英语：List of monarchs of Yemen）（1948–1955）

  - 首相-
    1. AliibnAbdullahal-Wazir，也门总理（1948）
    2. Hassan ibn Yahya（英语：Hassan ibn Yahya），也门总理（1948–1955）

## 欧洲
- 阿爾巴尼亞社會主義人民共和國
  - 党主席-恩維爾·霍查，阿尔巴尼亚劳动党（1944–1985）
  - 国家元首-奥梅尔·尼沙尼，阿尔巴尼亚国家元首列表（1944–1953）
  - 总理-恩維爾·霍查，部长会议主席（英语：Prime minister of Albania）（1944–1954）
- 安道尔
  - 君主-
    - 法国的亲王-樊尚·奥里奥尔，安道爾親王（1947–1954）
      - 亲王代表-André Bertrand（1947–1952）

    - 教会的亲王-Ramon Iglesias i Navarri（英语：Ramon Iglesias i Navarri），安道爾親王（1943–1969）
      - 亲王代表-Jaume Sansa Nequí（西班牙语：Jaume Sansa Nequí）（1937–1972）

  - 第一行政长官-Francesc Cairat Freixes，安道尔第一行政长官（英语：List of First Syndics of the General Council of the Valleys (Andorra)）（1937–1960）
- 同盟國軍事佔領奧地利
  - 总统-卡尔·伦纳，奥地利总统（1945–1950）
  - 总理-Leopold Figl（英语：Leopold Figl），奥地利总理（1945–1953）
  - 美国方面最高长官-Geoffrey Keyes（英语：Geoffrey Keyes）（1947–1950）
  - 英国方面最高长官-SirAlexander Galloway（英语：Alexander Galloway）（1947–1950）
  - 法国方面最高长官-Antoine Béthouart（英语：Antoine Béthouart）（1945–1950）
  - 苏联方面最高长官-弗拉基米尔·瓦西里耶维奇·库拉索夫（1946–1949）
- 比利时
  - 君主-利奥波德三世，比利时君主（1934–1951）
  - 摄政-查里·西奥多·亨利·安东尼，比利时摄政（1944–1950）
  - 首相-保罗-亨利·斯巴克，比利时首相（1947–1949）
- 保加利亞人民共和國
  - 党主席-格奥尔基·季米特洛夫，保加利亚共产党主席（1948–1949）
  - 国家元首-Mincho Neychev，保加利亚国民大会常务委员会主席（1947–1950）
  - 总理-格奥尔基·季米特洛夫，保加利亚总理列表（1946–1949）
- 捷克斯洛伐克社會主義共和國
  - 捷克斯洛伐克1948年发生二月事件，非共产党员被驱逐出政府，共产党仅在这一年获得了国家的最高权力
  - 党主席-克莱门特·哥特瓦尔德，捷克斯洛伐克共產黨（1929–1953）
  - 总统-
    1. 爱德华·贝奈斯，捷克斯洛伐克总统（1945–1948）
    2. 克莱门特·哥特瓦尔德，捷克斯洛伐克总统（1948–1953）

  - 首相-
    1. 克莱门特·哥特瓦尔德，捷克斯洛伐克总理（1946–1948）
    2. 安托宁·萨波托斯基，捷克斯洛伐克总理（1948–1953）
- 丹麦
  - 君主-弗雷德里克九世，丹麦国王（1947–1972）
  - 首相-Hans Hedtoft，丹麦首相（1947–1950）
- 芬兰
  - 总统-尤霍·库斯蒂·巴锡基维，芬兰总统（1946–1956）
  - 总理-
    1. 毛诺·佩卡拉，芬兰总理（1946–1948）
    2. 卡尔-奥古斯特·法格霍尔姆，芬兰总理（1948–1950）
- 法國
  - 总统-樊尚·奥里奥尔，法国总统（1947–1954）
  - 首相-
    1. 罗贝尔·舒曼，法国总理（1947–1948）
    2. André Marie（英语：André Marie），法国总理（1948）
    3. 罗贝尔·舒曼，法国总理（1948）
    4. 亨利·克耶，法国总理（1948–1949）
- 盟军占领下的德国
  - 同盟國軍事佔領德國
    - 军事长官-卢修斯·克莱，同盟國軍事佔領德國（1947–1949）

  - 同盟國軍事佔領德國
    - 军事长官-布赖恩·罗伯逊（英语：Brian Robertson, 1st Baron Robertson of Oakridge），同盟國軍事佔領德國（1947–1949）

  - 同盟國軍事佔領德國
    - 军事长官-马里-皮埃尔·柯尼希，同盟國軍事佔領德國（1945–1949）

  - 苏联占领区
    - 军事长官-瓦西里·丹尼洛维奇·索科洛夫斯基，同盟國軍事佔領德國（1946–1949）
- 希腊
  - 希臘王國
    - 君主-保罗一世（希腊），希腊总统列表（1947–1964）
    - 首相-Themistoklis Sophoulis（英语：Themistoklis Sophoulis），总统 of the Ministerial Council of Greece（英语：首相 of Greece）（1947–1949）

  -  临时民主政府 (自由希腊)（英语：Provisional Democratic Government）（不受承认的叛乱政府）
    - 党主席-Nikos Zachariadis（英语：Nikos Zachariadis），希臘共產黨主席（1947–1949）
    - 政府元首-马科斯·瓦菲阿迪斯，希腊临时民主政府元首（1947–1949）
- 匈牙利
  - 总统-
    1. 蒂尔迪·佐尔坦（1946–1948）
    2. 萨卡希奇·阿尔帕德（1948–1950）

  - 首相-
    1. Lajos Dinnyés（英语：Lajos Dinnyés）（1947–1948）
    2. 道比·伊什特万（1948–1952）
- 冰島
  - 总统-斯温·布扬松，冰岛总统（1944–1952）
  - 首相-Stefán Jóhann Stefánsson（英语：Stefán Jóhann Stefánsson），冰岛总理（1947–1949）
- 愛爾蘭
  - 君主-乔治六世，King of Ireland（英语：King of Ireland）（1936–1949）
  - 总统-斯恩·奧凱利，爱尔兰总统（1945–1959）
  - 首相-
    1. 埃蒙·德·瓦莱拉，爱尔兰总理（1932–1948）
    2. John A. Costello（英语：John A. Costello），爱尔兰总理（1948–1951）
- 義大利
  - 国家元首-
    1. 恩里科·德尼科拉，意大利总统列表（1946–1948）
    2. 路易吉·伊諾第，意大利总统列表（1948–1955）

  - 首相-阿爾契德·加斯貝利，意大利总理（1945–1953）
- 列支敦斯登
  - 君主-法蘭茲·約瑟夫二世，列支敦士登摄政王（1938–1989）
  - 首相-Alexander Frick（英语：Alexander Frick），列支敦斯登首相（1945–1962）
- 盧森堡
  - 君主-夏洛特，卢森堡大公（1919–1964）
  - 首相-皮埃尔·杜蓬，卢森堡政府总裁（1937–1953）
- 摩納哥
  - 君主-路易二世，摩纳哥亲王（1922–1949）
  - 政府首脑-Pierre de Witasse（英语：Pierre de Witasse），摩纳哥国务大臣（1944–1948）
- 荷蘭
  - 君主-
    1. 威廉明娜，荷兰女王（1890–1948）
    2. 朱丽安娜女王，荷兰女王（1948–1980）

  - 摄政王-朱丽安娜女王，荷兰摄政（英语：List of regents）（1948）
  - 首相-
    1. Louis Beel，荷兰首相（1946–1948）
    2. Willem Drees，荷兰首相（1948–1958）
- 挪威
  - 君主-哈康七世，挪威国王（1905–1957）
  - 首相-埃纳尔·基哈德森，挪威首相（1945–1951）
- 波蘭人民共和國
  - 党主席-
    1. 瓦迪斯瓦夫·哥穆尔卡，波兰统一工人党（1943–1948）
    2. 博莱斯瓦夫·贝鲁特，波兰统一工人党（1948–1956）

  - 总统-博莱斯瓦夫·贝鲁特，波兰总统（1944–1952）
  - 总理-约瑟夫·西伦凯维兹，波兰总理（1947–1952）
- 葡萄牙
  - 总统-Óscar Carmona，葡萄牙总统（1926–1951）
  - 总理-安東尼奧·德·奧利維拉·薩拉查，葡萄牙部长会议总统（1932–1968）
- 羅馬尼亞
  - 党主席-格奥尔基·乔治乌-德治，罗马尼亚共产党主席（1945–1954）
  - 国家元首-Constantin Ion Parhon（英语：Constantin Ion Parhon），罗马尼亚总统（1947–1952）
  - 总理-彼得鲁·格罗查，罗马尼亚总理（1945–1952）
- 圣马力诺
  - 执政官-
    1. Domenico Forcellini 和 Mariano Ceccoli，圣马力诺执政官（1947年10月-1948年2月）
    2. Arnaldo Para 和 Giuseppe Renzi，圣马力诺执政官（4月–9月）
    3. Giordano Giacomini 和 Domenico Tomassoni，圣马力诺执政官（1948年10月–1949年3月）
- 苏联
  - 党主席-约瑟夫·维萨里奥诺维奇·斯大林，苏共中央（1922–1953）
  - 国家元首-尼古拉·米哈伊洛维奇·什维尔尼克，苏联国家元首（1946–1953）
  - 总理-约瑟夫·维萨里奥诺维奇·斯大林，苏联部长会议主席（1941–1953）
- 西班牙
  - 国家元首-弗朗西斯科·佛朗哥，西班牙君主列表（1936–1975）
  - 首相-弗朗西斯科·佛朗哥，西班牙首相（1938–1973）
- 瑞典
  - 君主-古斯塔夫五世，瑞典君主列表（1907–1950）
  - 首相-塔格·埃兰德，瑞典首相（1946–1969）
- 瑞士
  - 瑞士聯邦委員會:
Philipp Etter（1934–1959），Enrico Celio（英语：Enrico Celio）（1940–1950，瑞士聯邦總統），Eduard von Steiger（英语：Eduard von Steiger）（1940–1951），Karl Kobelt（英语：Karl Kobelt）（1940–1954），Ernst Nobs（英语：Ernst Nobs）（1943–1951），Max Petitpierre（英语：Max Petitpierre）（1944–1961），Rodolphe Rubattel（英语：Rodolphe Rubattel）（1947–1954）
- 第里雅斯特自由區
  - 军事长官-
    - A区-Terence Airey（英语：Terence Airey）（1947–1951）
    - B区-Mirko Lenac（1947–1951）
- 英国
  - 君主-乔治六世，英国君主列表（1936–1952）
  - 首相-克莱门特·艾德礼，英国首相（1945–1951）
- 梵蒂冈
  - 君主-庇護十二世，教宗（1939–1958）
  - 执政官-Camillo Serafini（英语：Camillo Serafini）侯爵，梵蒂冈城执政官（英语：Governor of Vatican City）（1929–1952）
  - 总统-Nicola Canali（英语：Nicola Canali）主教，宗座梵蒂岡城國委員會主席（1939–1961）
- 南斯拉夫社會主義聯邦共和國
  - 党主席-约瑟普·布罗兹·铁托，南斯拉夫共產主義者聯盟主席（1936–1980）
  - 国家元首-伊萬·里巴爾，南斯拉夫統治者（1943–1953）
  - 首相-约瑟普·布罗兹·铁托，南斯拉夫總理（1943–1963）

## 北美
- 加拿大
  - 君主-乔治六世，加拿大君主（1936–1952）
  - 总督-哈羅德·亞歷山大，加拿大總督（1946–1952）
  - 首相-
    1. 威廉·莱昂·麦肯齐·金，加拿大總理（1935–1948）
    2. 路易·圣洛朗，加拿大總理（1948–1957）
- - 总统-
    1. 特奥多罗·皮卡多·米查尔斯基，哥斯达黎加总统（1944–1948）
    2. 何塞·菲格雷斯·费雷尔，哥斯达黎加总统（1948–1949）
- 古巴
  - 总统-
    1. 拉蒙·格劳·圣马丁，古巴国务委员会主席（1944–1948）
    2. Carlos Prío Soarrás，古巴国务委员会主席（1948–1952）

  - 首相-
    1. Raúl López del Castillo（英语：Raúl López del Castillo），古巴部长会议主席（1947–1948）
    2. Manuel Antonio de Varona（英语：Manuel Antonio de Varona），古巴部长会议主席（1948–1950）
- - （事实上的）国家元首-拉斐尔·特鲁希略（1930–1961）
  - 总统-拉斐尔·特鲁希略，多米尼加共和国总统（1942–1952）
- 薩爾瓦多
  - 国家元首-
    1. Salvador Castaneda Castro（英语：Salvador Castaneda Castro），萨尔瓦多总统（1945–1948）
    2. 萨尔瓦多总统，萨尔瓦多总统（1948–1950）
- - 总统-Juan José Arévalo，危地马拉总统（1945–1951）
- 海地
  - 总统-迪馬瑟·埃斯蒂梅，海地总统（1946–1950）
- - 总统-Tiburcio Carías Andino，洪都拉斯总统（1933–1949）
- 墨西哥
  - 总统-Miguel Alemán Valdés，墨西哥总统（英语：List of presidents of Mexico）（1946–1952）
- 尼加拉瓜
  - 总统-Víctor Manuel Román y Reyes，尼加拉瓜总统（1947–1950）
- 巴拿马
  - 总统-
    1. Enrique Adolfo Jiménez（英语：Enrique Adolfo Jiménez），巴拿马总统（1945–1948）
    2. Domingo Díaz Arosemena（英语：Domingo Díaz Arosemena），巴拿马总统（1948–1949）
- 美国
  - 总统-哈里·S·杜鲁门，美国总统（1945–1953）

## 大洋洲
- - 君主-乔治六世，澳大利亚君主（1936–1952）
  - 总督-威廉·麦凯尔，澳大利亚总督（1947–1953）
  - 首相-班·奇夫利，澳大利亞總理（1945–1949）
- 新西兰
  - 君主-乔治六世，紐西蘭君主（1936–1952）
  - 总督-伯纳德·弗赖伯格（英语：Bernard Freyberg, 1st Baron Freyberg），新西兰总督（1946–1952）
  - 首相-彼得·弗雷泽（英语：Peter Fraser (New Zealand politician)），新西兰总理（1940–1949）

## 南美
- 阿根廷
  - 总统-胡安·裴隆，阿根廷总统（1946–1955）
- 玻利维亚
  - 总统-恩里克·赫佐格（英语：Enrique Hertzog），玻利维亚总统（1947–1949）
- 巴西（英语：Brazilian Second Republic）
  - 总统-尤里科·加斯帕尔·杜特拉，巴西总统（1946–1951）
- 智利（英语：Presidential Republic (1925–73)）
  - 总统-加布里埃尔·冈兹莱兹·维德拉（英语：Gabriel González Videla），智利总统列表（1946–1952）
- 哥伦比亚
  - 总统-马里亚诺·奥斯皮纳·佩雷斯，哥伦比亚总统（1946–1950）
- - 总统-
    1. 卡洛斯·朱利奥·阿罗塞梅纳·托拉（英语：Carlos Julio Arosemena Tola），厄瓜多尔总统（1947–1948）
    2. 加洛·普拉萨，厄瓜多尔总统（1948–1952）
- 巴拉圭
  - 总统-
    1. 伊希尼奥·莫里尼戈，巴拉圭总统（1940–1948）
    2. 胡安·曼努埃尔·弗鲁托斯（英语：Juan Manuel Frutos），巴拉圭总统（1948）
    3. 胡安·纳塔利西奥·冈萨雷斯，巴拉圭总统（1948–1949）
- 秘魯
  - 总统-
    1. 布斯塔曼特·伊·里韦罗（英语：José Bustamante y Rivero），秘鲁总统（1945–1948）
    2. 曼努埃尔·A·奥德里亚，秘鲁总统（1948–1950）

  - 首相-
    1. 罗克·奥古斯托·萨尔迪亚斯·马尼纳特（英语：Roque Augusto Saldías Maninat），秘鲁总理（1948）
    2. 阿曼多·雷沃·伊格莱西亚斯（西班牙语：Armando Revoredo Iglesias），秘鲁总理（1948）
- 乌拉圭
  - 总统-路易斯·巴特列·贝雷斯，烏拉圭總統（1947–1951）
- 委内瑞拉
  - 国家元首-
    1. 罗慕洛·贝坦科尔特，委内瑞拉总统（1945–1948）
    2. 羅慕洛·加列戈斯，委内瑞拉总统（1948）
    3. 卡洛斯·德尔加多·查尔波特（英语：Carlos Delgado Chalbaud），委內瑞拉總統（1948–1950）